# کترینگ ۱۰۲۹۰
سیارک ۱۰۲۹۰ (به انگلیسی: 10290 Kettering، نامگذاری:1985SR) ده هزار و دویست و نودمین سیارک کشف شده‌است که در ۱۷ سپتامبر ۱۹۸۵ کشف شد.
قدر مطلق سیارک برابر ۱۴٫۱۰ است.